# Michał Flieger (ekonomista)
Michał Józef Flieger (ur. 1 listopada 1973) – polski ekonomista, doktor habilitowany nauk ekonomicznych, specjalizuje się w tematyce współczesnych koncepcji i metod zarządzania organizacjami biznesowymi oraz sektora publicznego, zarządzania procesowego, zarządzania gminami, jednostkami sektora publicznego oraz przedsiębiorstwami. Profesor na Wydziale Prawa i Administracji UAM.

## Życiorys
W 2005 w Szkole Głównej Handlowej w Warszawie otrzymał stopień doktorski na podstawie pracy pt. Instrumenty wspierania przedsiębiorczości przez gminę (promotorem był Alojzy Zalewski). Habilitował się w 2014 na Wydziale Zarządzania, Informatyki i Finansów Uniwersytetu Ekonomicznego we Wrocławiu na podstawie oceny dorobku naukowego i rozprawy pt. Zarządzanie procesowe w urzędach gmin. Model adaptacji kryteriów dojrzałości procesowej. Pracuje jako profesor w Katedrze Nauk Ekonomicznych na Wydziale Prawa i Administracji UAM. Jest członkiem poznańskiego oddziału Polskiego Towarzystwa Ekonomicznego oraz Poznańskiego Towarzystwa Przyjaciół Nauk. Staże naukowe odbywał w Rosji, m.in.: w Togliackim Uniwersytecie Państwowym w Togliatti, w Irkuckim Uniwersytecie Państwowym w Irkucku, w Uniwersytecie im. Piotra Wielkiego w Sankt Petersburgu oraz w chińskim Gouiyang Finance and Economics University w Guiyang.